# Sławomir Chęciński

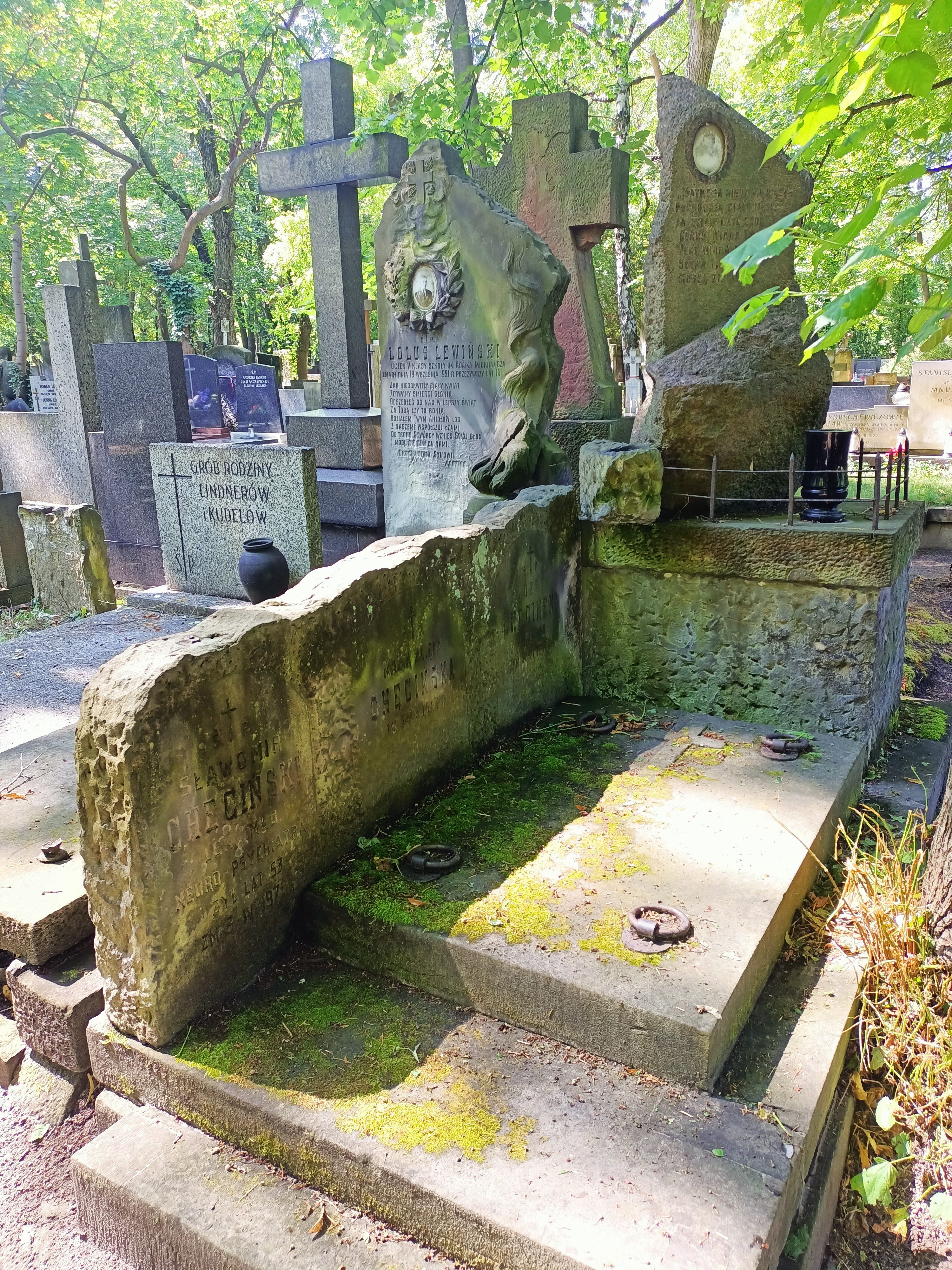
Grób Sławomira Chęcińskiego na Cmentarzu Powązkowskim

Sławomir Chęciński (ur. 17 sierpnia 1918, zm. 3 kwietnia 1971) – polski lekarz, „Sprawiedliwy wśród Narodów Świata”.

## Życiorys
W trakcie II wojny światowej pomagał ludności żydowskiej. Od marca 1943 r. ukrywał u siebie w mieszkaniu w Warszawie Żyda Wernera Schindlera. W tym czasie przebywali u niego już dwaj inni Żydzi, Edward Marczewski i prof. Orliński. Po kilku miesiącach, z uwagi na wzrost zagrożenia wykryciem przez Niemców, przeniósł podopiecznych do innych kryjówek. Po czasie sprowadził Schindlera z powrotem do siebie, ukrył w piwnicy cukierni należącej do jego rodziców i zaopatrywał w niezbędne do przetrwania artykuły. Uratował też innych Żydów: Mariana Sawickiego i dziewczynę o imieniu Jelski. Po wybuchu Powstania Warszawskiego Sławomir Chęciński wraz z Schindlerem przyłączył się do powstańców. Trafił później do niewoli niemieckiej, jednak dzięki jego zaangażowaniu, Schindlerowi udało się uciec i ukryć.
Jest pochowany na cmentarzu Stare Powązki w Warszawie (kw. 233, rząd 3, miejsce 1).
4 lipca 1991 r. Instytut Jad Waszem uhonorował Sławomira Chęcińskiego medalem „Sprawiedliwy wśród Narodów Świata”.